# Ogólnopolski Konkurs Poetycki im. Rainera Marii Rilkego
Ogólnopolski Konkurs Poetycki im. Rainera Marii Rilkego – konkurs organizowany przez dwumiesięcznik literacki „Topos”. Odbywa się co dwa lata, począwszy od 1997 roku. Uroczyste rozwiązanie Konkursu ma miejsce zazwyczaj na przełomie października/grudnia – nawiązując do miesiąca urodzin poety (4 XII 1875 r.).

## Patron
Rainer Maria Rilke został patronem sopockiego Konkursu z dwóch powodów. Pierwszy jest historyczny. W czerwcu 1898 w celu zregenerowania sił po wyczerpującej podróży do Włoch, poeta przyjechał do Sopotu i zatrzymał się w hotelu Werminghoff, który znajdował się u zbiegu ulic dzisiejszych Bohaterów Monte Cassino i Grunwaldzkiej. Nie był to pobyt tylko turystyczny. Przyjmuje się, że w Sopocie powstały trzy Wizje Chrystusa drugiej edycji, pt. Kościół z Nago, Ślepy chłopiec, Zakonnica. W Sopocie rozpoczął poeta tzw. Pamiętnik Schmargendorfski, z którego pochodzi znany wiersz pt. Wnuczek.
Drugi powód jest ściśle literacki. Dzieło autora Elegii duinejskich, jednego z najwybitniejszych liryków wszystkich czasów, jest mimo upływającego czasu dziełem żywym, wielogłosowym, z trudem poddającym się interpretacji, wciąż budzącym emocje poetów i krytyków literackich.

## I edycja (1997)
Na konkurs napłynęło 1767 wierszy. Jury w składzie: Krzysztof Koehler, Krzysztof Kuczkowski (przewodniczący), Kazimierz Nowosielski i Wacław Tkaczuk przyznało Nagrodę Główną i cztery wyróżnienia. Nagroda główna ufundowaną przez Konsulat Republiki Federalnej Niemiec w Gdańsku.
- Nagroda Główna: Marek Kowalik z Zawiercia (pseudonim literacki – Marek Krystian Emanuel Baczewski)
- wyróżnienia: Tomasz Hrynacz, Janusz Kotara, Krzysztof Lisowski, Tomasz Różycki

## II edycja (1999)
Na konkurs napłynęło 3370 wierszy w 674 zestawach z Polski, Niemiec, Czech, Kanady, USA, Jugosławii, Włoch, Bułgarii, Ukrainy i Francji. Jury w składzie: Leszek Engelking, Anna Janko, Krzysztof Kuczkowski (przewodniczący), Tadeusz Żukowski postanowiło nie przyznawać Nagrody Głównej Konkursu. Jednocześnie Jury zdecydowało zwiększyć liczbę równorzędnych wyróżnień. Otrzymali je:
- Wojciech Gawłowski, Radosław Kobierski, Monika Mazur, Andrzej Topczyj, Jerzy Utkin

## III edycja (2001)
Na konkurs napłynęło 4200 utworów poetyckich nadesłanych w 844 zestawach przez autorów z całej Polski oraz zagranicy m.in. Niemiec, Anglii, Litwy, Francji, USA i Nowej Zelandii. Jury w składzie: Marek Krystian Emanuel Baczewski, Wojciech Gawłowski, Krzysztof Kuczkowski (przewodniczący), Piotr Wiktor Lorkowski, Karol Maliszewski, Jarosław Mikołajewski przyznało:
- Główną Nagrodę Justynie Bargielskiej
- Wyróżnienia: Ewelina Boczkowska, Jacek Dehnel, Wojciech Kudyba

## IV edycja (2003)
Na konkurs napłynęło około 3300 utworów nadesłanych w 658 zestawach z całej Polski oraz zagranicy m.in. Niemiec, Norwegii, USA, Australii. Jury w składzie Wojciech Kass, Krzysztof Kuczkowski, Jan Sochoń, Wacław Tkaczuk (przewodniczący) przyznało Nagrodę Główną i trzy wyróżnienia.
- Nagroda Główna: Piotr Kuśmirek
- wyróżnienia: Miłosz Kamiński, Krzysztof Lisowski i Agnieszka Wolny-Hamkało

## V edycja (2005)
Jury Konkursu w składzie: Wojciech Kass, Bogusław Kierc, Krzysztof Kuczkowski – przewodniczący oceniło ponad 2.300 utworów poetyckich nadesłanych w 463 zestawach przez autorów z całej Polski oraz z zagranicy, m.in. z Anglii, Holandii, Szwajcarii, Czech i Niemiec. Na posiedzeniu, które odbyło się 10 listopada 2005 w Sopocie, jury postanowiło przyznać:
- Grand Prix Konkursu: Maciej Robert z Łodzi
- wyróżnienia: Łukasz Jarosz z Żurady k. Olkusza, Krzysztof Lisowski z Krakowa, Tadeusz Żukowski z Poznania

## VI edycja (2007)
Jury Konkursu w składzie: Wojciech Kass, Julian Kornhauser – przewodniczący, Krzysztof Kuczkowski zapoznało się i oceniło 2.945 utworów poetyckich nadesłanych w 589. zestawach przez autorów z całej Polski oraz przez Polaków mieszkających poza granicami kraju, m.in. w Anglii, Irlandii, Francji, Holandii, Szwajcarii, Czechach, Niemczech i Australii. Na posiedzeniu, które odbyło się 3 listopada 2007 w Sopocie, jury postanowiło przyznać:
- Grand Prix Konkursu: Joanna Lech z Krakowa
- I nagroda – Maciej Plata z Łomianek
- II nagroda – Marcin Cielecki z Olsztyna
- III nagroda – Piotr Tomczak z Myszkowa

## VII edycja (2009)
Jury VII Ogólnopolskiego Konkursu Poetyckiego im. Rainera Marii Rilkego w składzie: Wacław Tkaczuk – przewodniczący oraz Wojciech Kass i Krzysztof Kuczkowski zapoznało się i oceniło 2.045 wierszy nadesłanych w 409 zestawach przez autorów z całej Polski oraz z zagranicy. Na posiedzeniu, które odbyło się 13 listopada 2009 w Sopocie, jury postanowiło przyznać:
- Grand Prix Konkursu – Katarzyna Kaczmarek z Lubicza Górnego
- I nagroda – Karolina Sałdecka z Bydgoszczy
- II nagroda – Michał Murowaniecki z Wiśniowej Góry
- III nagroda – Janusz Radwański z Kolbuszowej

## VIII edycja (2011)
Jury w składzie: Wacław Tkaczuk – przewodniczący oraz Wojciech Kass i Krzysztof Kuczkowski zapoznało się i oceniło 2.820 wierszy nadesłanych w 564 zestawach przez autorów z całej Polski oraz z zagranicy.
- Grand Prix: Marzena Orczyk-Wiczkowska z Dąbrowy Górniczej
- I nagroda: Paweł Hajduk z Baranowa Sandomierskiego
- II nagroda: Dawid Jan Kujawa z Bytomia
- III nagroda: Dorota Betlewska-Gutowska z Warszawy
- wyróżnienia: Paweł Kobylewski z Bytomia i Katarzyna Bolec z Rzeszowa

## IX edycja (2013)
Jury w składzie: Wacław Tkaczuk – przewodniczący, Wojciech Kass i Krzysztof Kuczkowski zapoznało się i oceniło 2.490 wierszy nadesłanych w 498 zestawach przez autorów z całej Polski oraz z zagranicy. Na posiedzeniu, które odbyło się 14 września 2013 w Dworku Sierakowskich w Sopocie, jury postanowiło przyznać:
- Grand Prix: Urszula Honek z Krakowa
- I nagroda: Marcin Cielecki z Olsztyna
- II nagroda: Piotr Przybyła z Karpacza
- III nagroda: Karol Mroziński z Warszawy

## X edycja (2015)
Jury w składzie: Wacław Tkaczuk – przewodniczący, Wojciech Kass i Krzysztof Kuczkowski oceniło 2.252 wierszy nadesłanych w 505 zestawach przez autorów z całej Polski oraz z zagranicy. Na posiedzeniu, które odbyło się 30 sierpnia 2015 w Dworku Sierakowskich w Sopocie, jury postanowiło przyznać:
- Grand Prix: Monika Brągiel z Krakowa
- I nagroda: Piotr Przybyła z Karpacza
- II nagroda: Miłosz Kamiński z Jeleniej Góry
- III nagroda: Kacper Płusa z Łodzi[3]

## XI edycja (2017)
Jury w składzie: Janusz Drzewucki – przewodniczący, Wojciech Kass i Krzysztof Kuczkowski, oceniało 1.685 wierszy nadesłanych w 337 zestawach przez autorów z całej Polski oraz z zagranicy (m.in. Norwegia, Hiszpania, Niemcy, Wielka Brytania). Na posiedzeniu, który odbyło się 25 sierpnia 2017 w Dworku Sierakowskich w Sopocie, jury postanowiło przyznać:
- Grand Prix: Paweł Tański z Torunia
- I nagroda: Zygmunt Ficek z Krakowa
- II nagroda: Maciej Bieszczad z Wielunia
- III nagroda: Wojciech Roszkowski z Tykocina[4]